# Kautokeino
Kautokeino (en sami septentrional i cooficialment: Guovdageaidnu; en finès: Koutokeino; en kven: Koutokeino) és un municipi situat al comtat de Finnmark, Noruega. El centre administratiu del municipi és el poble homònim. El municipi també inclou altres pobles escampats arreu del municipi.
Kautokeino és un dels dos centres culturals del nord de la Lapònia d'avui (l'altre és Karasjok). Les indústries més importants són el pasturatge de rens, indústria del teatre/cinema, i el sistema d'educació pública. La ruta nacional Noruega 93 travessa Kautokeino, part de la ruta més curta i més ràpida entre Finnmark occidental i el sud d'Escandinàvia.

## Informació general
El municipi de Kautokeino es va establir el 1851, quan la part sud de l'antic municipi de Kistrand es va separar per formar aquest nou municipi. Inicialment, hi havia 869 residents al nou municipi.

### Nom
El topònim cooficial en noruec, Kautokeino, és una norueguització del topònim en sami septentrional, Guovdageaidnu. El primer element del nom, guovda, significa "mitjà", i l'últim element és geaidnu que significa "camí". Combinat significa "mig camí", ja que la ubicació del municipi és a mig camí entre dos punts migratòris tradicionals. També és el centre geogràfic del nord de Lapònia.
El nom oficial del municipi va ser només Kautokeino fins al 1987 quan va ser canviat a Guovdageaidnu-Kautokeino, per tal d'esmentar els dos noms oficials del municipi. Va ser el primer municipi de Noruega que va obtenir un nom en sami. El 2005, el nom va ser canviat de nou, de manera que es pogués utilitzar tan Guovdageaidnu com Kautokeino indistintivament.

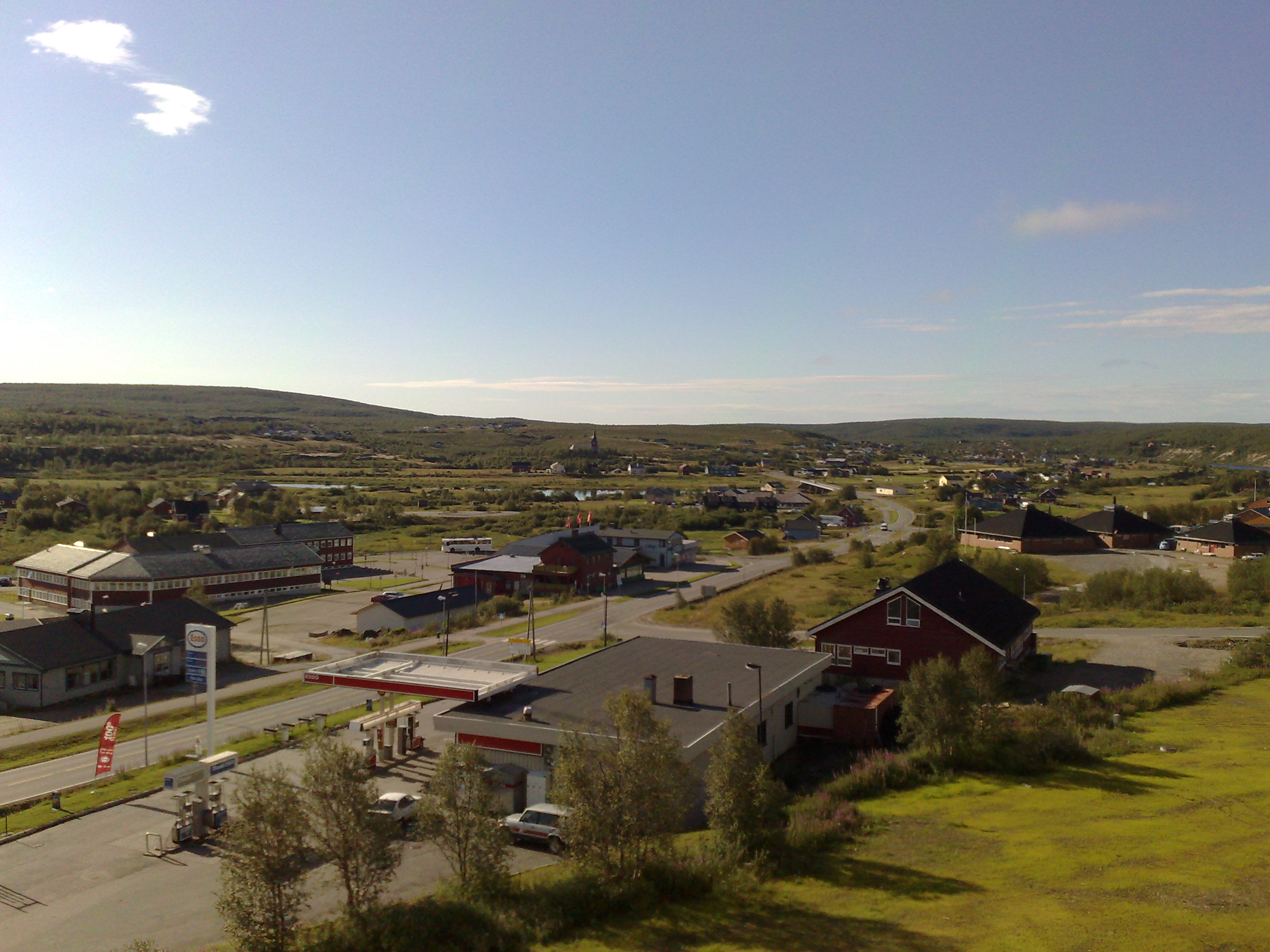
El poble de Kautokeino-Guovdageaidnu.

### Escut d'armes
L'escut d'armes de Guovdageaidnu se'ls hi va concedir el 4 de setembre de 1987. Els braços mostren una tenda tradicional sami de color daurat sobre un fons blau. Aquestes tendes tradicionals encara estan en ús pels pastors de rens que segueixen els seus ramats segons la temporada i la disponibilitat d'aliments per als animals, i aquesta tenda va ser triada com el símbol per al municipi.

### Esglésies
L'Església de Noruega té una parròquia (sokn) dins del municipi de Guovdageaidnu. És part del deganat Indre Finnmark en la Diòcesi de Nord-Hålogaland.
| Parròquia (sokn) | Nom de l'església       | Localització | Any de construcció |
| ---------------- | ----------------------- | ------------ | ------------------ |
| Kautokeino       | Església de Kautokeino  | Kautokeino   | 1958               |
| Kautokeino       | Capella de Láhpoluoppal | Láhpoluoppal | 1967               |
| Kautokeino       | Església de Masi        | Máze         | 1965               |

## Història

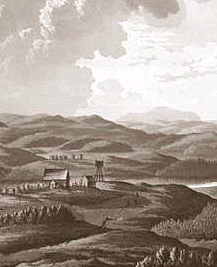
El poble de Kautokeino al voltant del 1800. Gravat d'AF, Skjöldebrand.

Des del segle XVI Guovdageaidnu (el nom original en idioma sami) era una comunitat sami. La zona on avui s'ubica el municipi va ser motiu de disputes territorials entre Suècia i Noruega des del segle xvi. El rei suec Carles XI va disposar que es construïssin esglésies sueques al costat de la llera dels rius de la zona, cosa que no obstant això no va tenir ressonància. El 1673 es va crear una parròquia sueca a Guovdageaidnu, dependent de la diòcesi de Härnösand, però la construcció d'una església parroquial no tindria lloc fins al 1701.
La sobirania sueca sobre Kautokeino va acabar el 1751, quan després d'un acord territorial amb Dinamarca-Noruega, la zona va recaure en aquesta última. Hi va haver algunes protestes entre comerciants de Tornio, que van perdre els drets de comerciar a la zona.
L'ús de l'alcohol portat pels noruecs i el lastedianisme adoptat pels samis va conduir a certa resistència d'aquests davant l'Estat i l'Església de Noruega, que va tenir un sagnant desenllaç en la rebel·lió de Kautokeino del 1852, en la qual un grup de samis van assassinar colons noruecs.Després d'aquest esdeveniment, el govern va intensificar l'assimilació del poble sami a la societat noruega.
Kautokeino va ser escenari de l'anomenada controvèrsia d'Alta de 1979, que va tenir com a rerefons la intenció del govern noruec de construir una central hidroelèctrica al riu Kautokeino-Alta, que inundaria el poblat de Máze. La població sami, que va considerar el projecte com un atemptat contra la seva cultura, es va oposar tenaçment i va organitzar un moviment de resistència que tenia com a base la desobediència civil. Si bé la central va ser construïda, el moviment va col·locar els drets dels samis en l'agenda política noruega, el que resultaria en una legislació tendent a respectar la identitat cultural i el territori de l'ètnia.

## Geografia

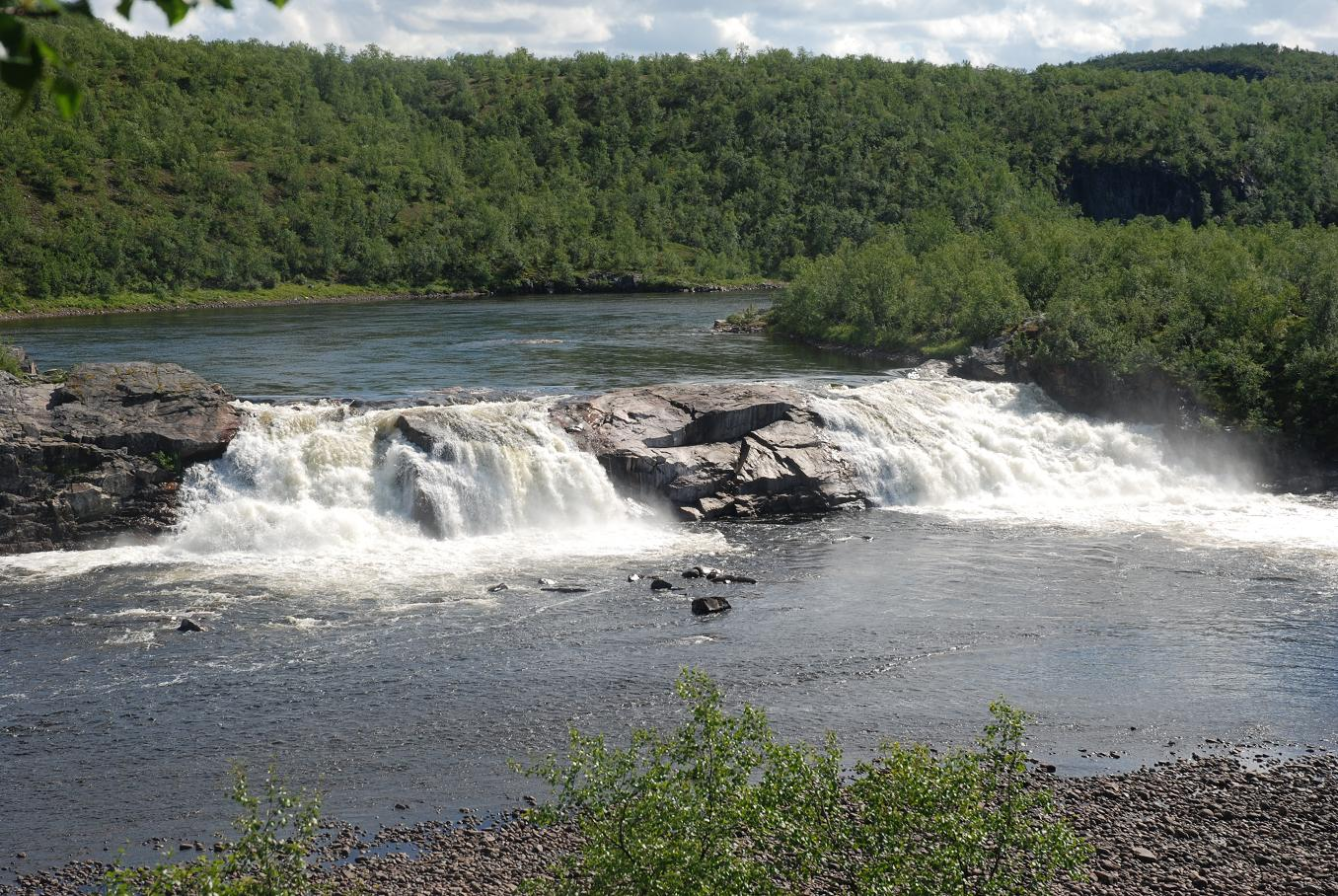
Cascada Pikefossen, al riu Kautokeino.

Kautokeino és el municipi més al sud del antic comtat de Finnmark, i limita al nord amb Alta; amb Karasjok a l'est; amb Nordreisa i Kvænangen (al comtat de Troms) a l'oest, i amb el municipi finlandès d'Enontekiö al sud. A més del poble de Kautokeino, el municipi inclou 15 localitats més petites: Máze, Láhpoluoppal, Šihččajávri, Ávži, Siebe, Mieron, Stornes, Šjuoššjávri, Čunovuohppi, Suolovuopmi, Gálaniitu, Áidejávri, Ákšomuotki i Soahtefielbma .
Amb els seus 9704 km², és el municipi més extens de Noruega. Al sud del municipi hi ha el Parc Nacional d'Øvre Anárjohka. Al seu territori es troba una part de l'altiplà de Finnmarksvidda. Uns 10.000 llacs cobreixen aproximadament 640 km² del municipi. El Guovdageaidnu és el riu principal; neix en un llac finlandès i corre cap al nord, travessant els pobles de Guovdageaidnui Máze abans d'endinsar-se al municipi d'Alta i canviar el seu nom a Altaelva.

### Clima
Per la seva posició geogràfica, Kautokeino rep sol de mitjanit durant cinc setmanes a l'estiu. Durant sis setmanes de l'hivern, el sol desapareix durant tot el dia en el que es coneix com a nit polar.

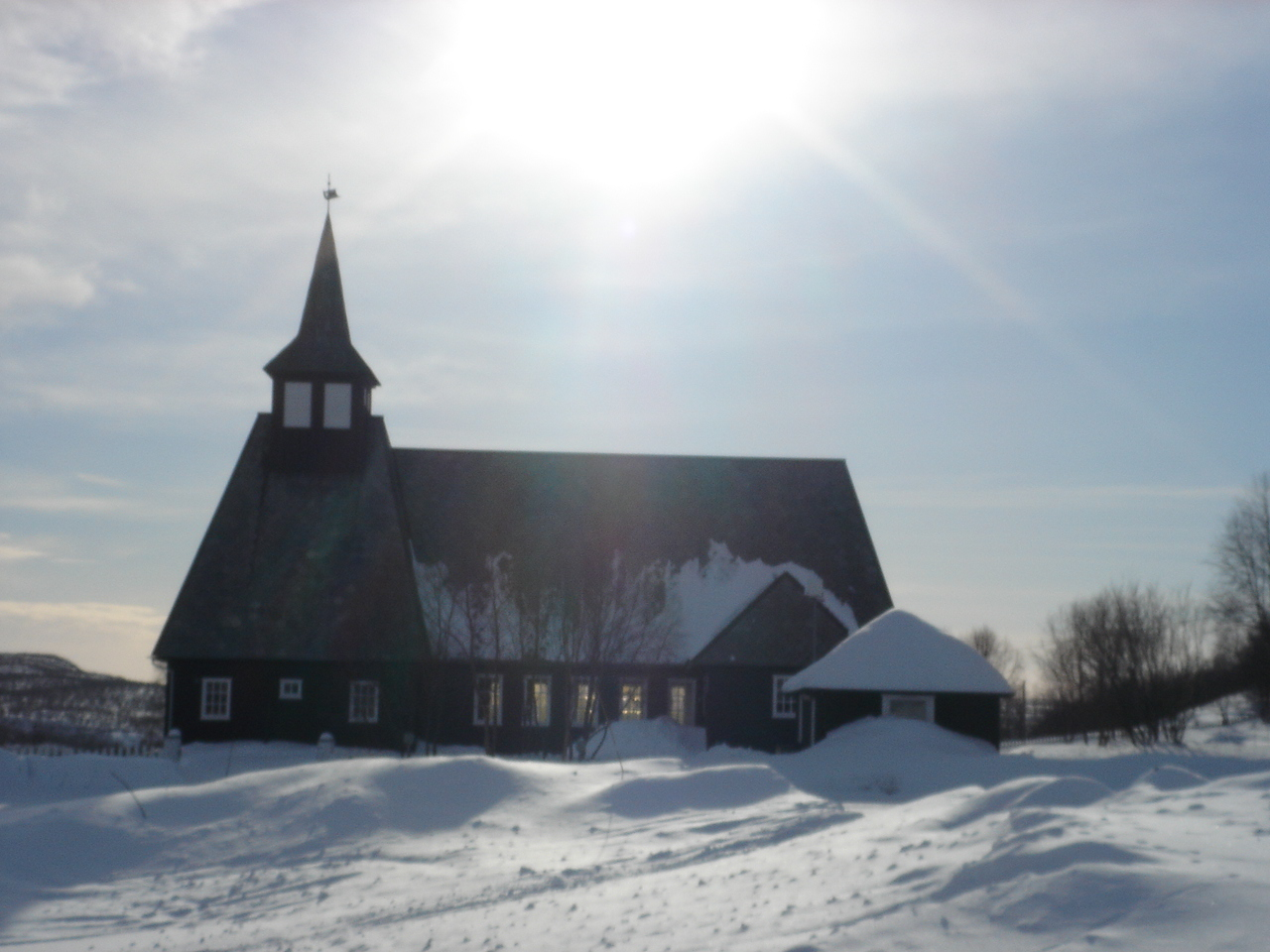
L'església de Máze després d'una nevada l'any 2007.

La precipitació és bastant baixa, amb una mitjana de 360 mm per any, una xifra equivalent a certes parts del desert del Sàhara. No obstant això, a causa de les baixes temperatures i una major coberta vegetal, Guovdageaidnu no és massa sec.
Durant l'estiu, les temperatures fluctuen típicament entre els 12 i els 25 °C. Aquestes temperatures són agradables per als humans, però són també causa, juntament amb l'aigua estancada dels nombrosos llacs, de l'extensa propagació de mosquits. Per això, persones i rens emigren a la costa durant l'estiu. El poble de Sihcjavri té el rècord de la major temperatura de la història al nord de Noruega, amb 34.3 °C el 23 de juny de 1920.
Mentre que les condicions hivernals s'estenen des de la meitat d'octubre fins a mitjans de maig, les condicions més dures són entre desembre i febrer, quan la temperatura pot descendir fins als -45 ° C o fins i tot més. La temperatura mitjana anual durant els últims 30 anys és de -2.7 °C.
El clima sec, però, fa que les temperatures quan baixen siguin més suportables que en llocs humits. Aquest clima sec converteix Guovdageaidnu en un lloc ideal per observar l'Aurora polar.

### Avifauna
S'estén al sud del comtat, i limitant amb Finlàndia, Kautokeino té una avifauna molt interessant. Hi ha pràcticament milers de llacs al municipi, i això combinat amb el sistema fluvial del Riu d'Alta proporcionen hàbitat per a una gran quantitat d'espècies de les zones humides. El cigne cantaire és fàcilment visible mentre que la gamba roja pintada no és tan freqüent.

## Demografia
Al municipi de Kautokeino, resideixen permanentment al municipi 1.300 de les 3.000 persones empadronades. El poble de Máze té prop de 400 persones, mentre que les persones que romanen al municipi viuen en 14 pobles més petits repartits per la zona. La població ha anat disminuint al voltant del 3% en els últims 10 anys.
Kautokeino té diferents característiques demogràfiques que el comtat de Finnmark i Noruega completament: més del 50% de la població és menor de 30 anys. A més, el nombre de persones majors de 66 anys és la meitat de la mitjana nacional. La relació de gènere ascendeix a 86 dones per cada 100 homes. En l'últim dècada, Kautokeino s'ha vist afectada per les altes taxes d'atur, aconseguint el 10% en el 2007.

## Cultura
Pels esdeveniments culturals que se celebren i la importància de les seves institucions, Guovdageaidnu (el nom sami del municipi) és potser la capital cultural de la Lapònia Septentrional. El major esdeveniment és el Festival Sami de la Pasqua, una època en què els sami tradicionalment solien celebrar casaments i confirmacions. Actualment el festival inclou concerts de yoik, obres de teatre sami, carreres de rens, carreres de motos de neu, competicions de pesca en gel, festes i el Gran Premi de la Melodia Sami, una versió del Festival de la Cançó d'Eurovisió. El Festival de Cinema Sami també se celebra a la Pasqua, i es destaca un cinema fet de neu. La Cursa Anual de Guovdageaidnu inclou alguns quilòmetres a peu o el doble de distància en bicicleta.
A l'agost hi ha el Festival del Peix Blanc, així com el Festival de Tardor. El principal monument de Kautokeino és l'Arc Geodèsic de Struve, que té dos dels seus vèrtexs en el municipi i d'acord amb la Unesco forma part del patrimoni de la humanitat.

### Institucions culturals

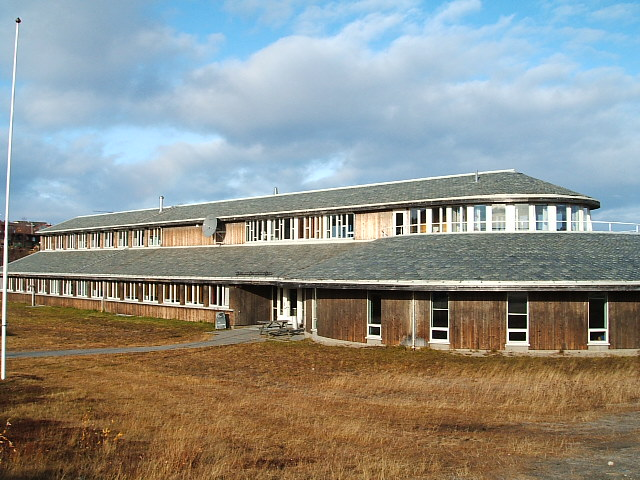
Edifici del Departament de Llengua del Parlament Sami de Noruega, a Kautokeino.

Kautokeino és la seu de diversos instituts culturals, entre ells :
- El Teatre Nacional Sami (Beaivváš Sámi Theatre)
- Escola Preparatòria Sami i Escola de Ramaderia de Rens
- Col·legi Universitari Sami
- Institut Sami Nòrdic
- Departament de Llengua del Parlament Sami Noruec.
- Departament d'Educació del Parlament Sami Noruec.
- Centre de Recursos per als Drets dels Pobles Indígenes.
- Centre Internacional de la Criança de Rens.

A Kautokeino hi tenen la seva seu el diari Assu, una publicació en llengua sami de dues edicions a la setmana que es distribueix a Noruega, Suècia i Finlàndia, i DAT, una companyia editorial i d'enregistraments.